# ミリペン

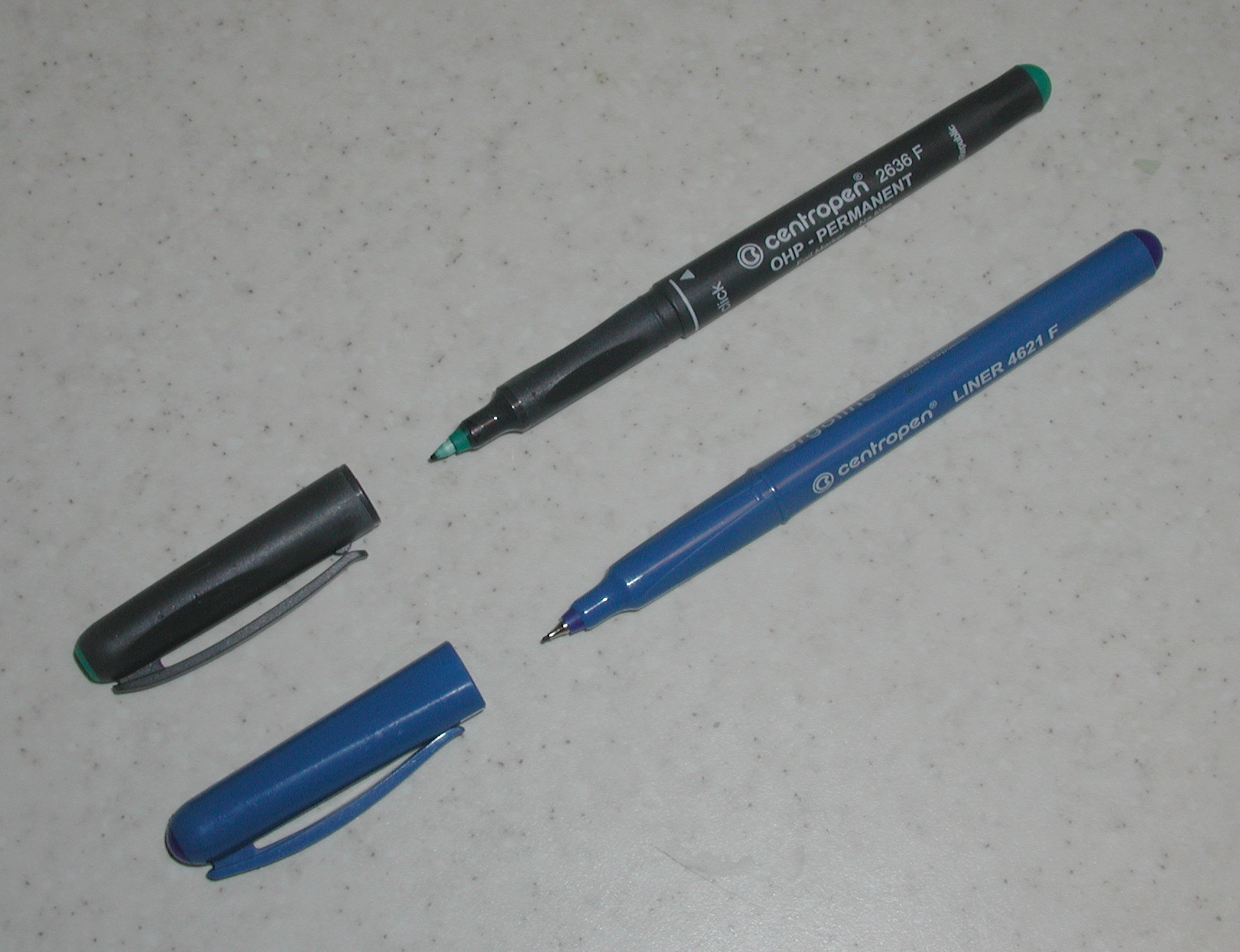
ミリペン

ミリペンまたはドローイングペン（英: fineliner pen / drawing pen）は、極細のマーキングペン（サインペン）の一種である。線引きペンとも呼ばれる。

## 概要
一般的に、プラスチックまたはフェルト製のペン先を持ち、1ミリメートル以下程度の極細の線幅を持つ。筆記のほか製図、イラストレーション、漫画などのグラフィック用途に用いられ、一定の線幅を引く用途に適する。製図ペンの競合品として見た場合、廉価であるが、多くはインクが交換できない使い捨て式であり、使用状況によりペン先は摩耗し、芯が潰れることもある。
「ミリペン」の分類が規格のように成立しているかは不詳であるが、漫画やデザインの分野では既知の呼称である。この名称は遅くとも1977年にはゼブラが使用していた。1982年以降はサクラクレパスの『ピグマ』を先駆けとして、紙に滲みにくく耐水性・耐光性の高い水性顔料系インク製品が登場した。
製品に付随して示される太さのナンバリングはメーカーごとに独自の基準で示されており、必ずしも正確なミリメートル値や線幅を示すものではない。これはかつての製図ペンのナンバリング表記を意識した名残とされる。線幅は筆圧や滲み程度によっても変動する。
| ナンバリング | Pigma Micron | PIN     | DR Drawing Pen | ZIG Millenium | グラフィックライナー |
| ------------ | ------------ | ------- | -------------- | ------------- | -------------------- |
| 005          | 0.20 mm      | -       | -              | 0.2 mm        | 0.18 mm              |
| 01           | 0.25 mm      | 0.28 mm | 0.28 mm        | 0.25 mm       | 0.24 mm              |
| 02           | 0.30 mm      | 0.33 mm | 0.35 mm        | 0.3 mm        | 0.27 mm              |
| 03           | 0.35 mm      | 0.38 mm | 0.4 mm         | 0.35 mm       | 0.31 mm              |
| 05           | 0.45 mm      | -       | 0.5 mm         | 0.45 mm       | 0.38 mm              |
| 08           | 0.50 mm      | -       | 0.8 mm         | 0.65 mm       | -                    |